# Vauxhall
 (транскр.  Воксол моторс лимитед) британски је произвођач аутомобила са седиштем у Лутону. Подружница је предузећа Stellantis. Производи путничке аутомобиле и лака комерцијална возила под брендом Воксол, а у прошлости је продавао аутобусе и камионе под брендом Бедфорд. Воксол је некада био други највећи произвођач аутомобила у Уједињеном Краљевству.
Компанију је основао Александер Вилсон 1857. године и бавила се производњом пумпи и поморских машина, а производња аутомобила започета је 1903. године. 1925. улази у састав Џенерал моторса. Компанија Bedford Vehicles је основана као подружница Воксолу 1930. и производила је комерцијална возила. У почетку је Воксол важио за луксузну марку, али после Другог светског рата постаје све масовније присутан на тржишту. Од осамдесетих година 20. века аутомобили Воксола су углавном идентични са аутомобилима Опела и већина модела је пројектована у Риселсхајму, у Немачкој. Током осамдесетих година бренд је повучен из продаје широм света, осим у Уједињеном Краљевству, Каналским острвима и Острву Мен. У својој историји Воксол је био активан у мотоспорту, укључујући рели на британском тјуринг шампионату.
Воксол има производне погоне у Лутону (комерцијална возила) и Елсмир Порту (путничка возила). Висок проценат Воксол возила продатих у Уједињеном Краљевству су произведени у Опеловим фабрикама у Немачкој, Шпанији и Пољској. Некадашњи познати модели Воксола су вива, виктор, шевет и каваљер. Тренутни асортиман Воксола укључује возила адам (градски ауто), вива (градски ауто), ампера (електрични ауто), астра, каскада, корса, инсигнија, мерива, мока, кросленд икс и зафира турер. Воксол продаје аутомобиле високих перформанси неких модела у оквиру бренда VXR.

## Галерија
- Корса
- Астра
- Инсигнија
- Зафира